# Henry Leaf
Henry Leaf (Scarborough, 18 de outubro de 1862 - Charing Cross, 23 de abril de 1931) foi um atleta inglês que competiu em provas de raquetes pela Grã-Bretanha.
Leaf é o detentor de duas medalhas olímpicas, conquistadas na edição britânica, os Jogos de Londres, em 1908. Nesta ocasião, saiu-se vice-campeão da prova de raquetes individual, após ser superado pelo compatriota Evan Noel, medalhista de ouro, e ficar a frente de John Jacob Astor e Henry Brougham, empatados na terceira colocação. Por fim, ao lado de Noel, subiu ainda ao pódio com a medalha de bronze na prova de duplas, vencida pelo também britânico Vane Pennell, que jogou junto a Astor. Essa foi a primeira e última edição do esporte nos Jogos Olímpicos.